# Hoogmadesche Polder
De Hoogmadesche Polder is een polder en een voormalig waterschap in de Nederlandse provincie Zuid-Holland, ten noorden van Hoogmade.
Wanneer het polderbestuur werd opgericht is niet bekend, de oudste vermelding in het Archief van het Hoogheemraadschap van Rijnland dateert van 26 juni 1492.
Het waterschap was verantwoordelijk voor de drooglegging en later de waterhuishouding in de polders.